# 道の駅三朝・楽市楽座

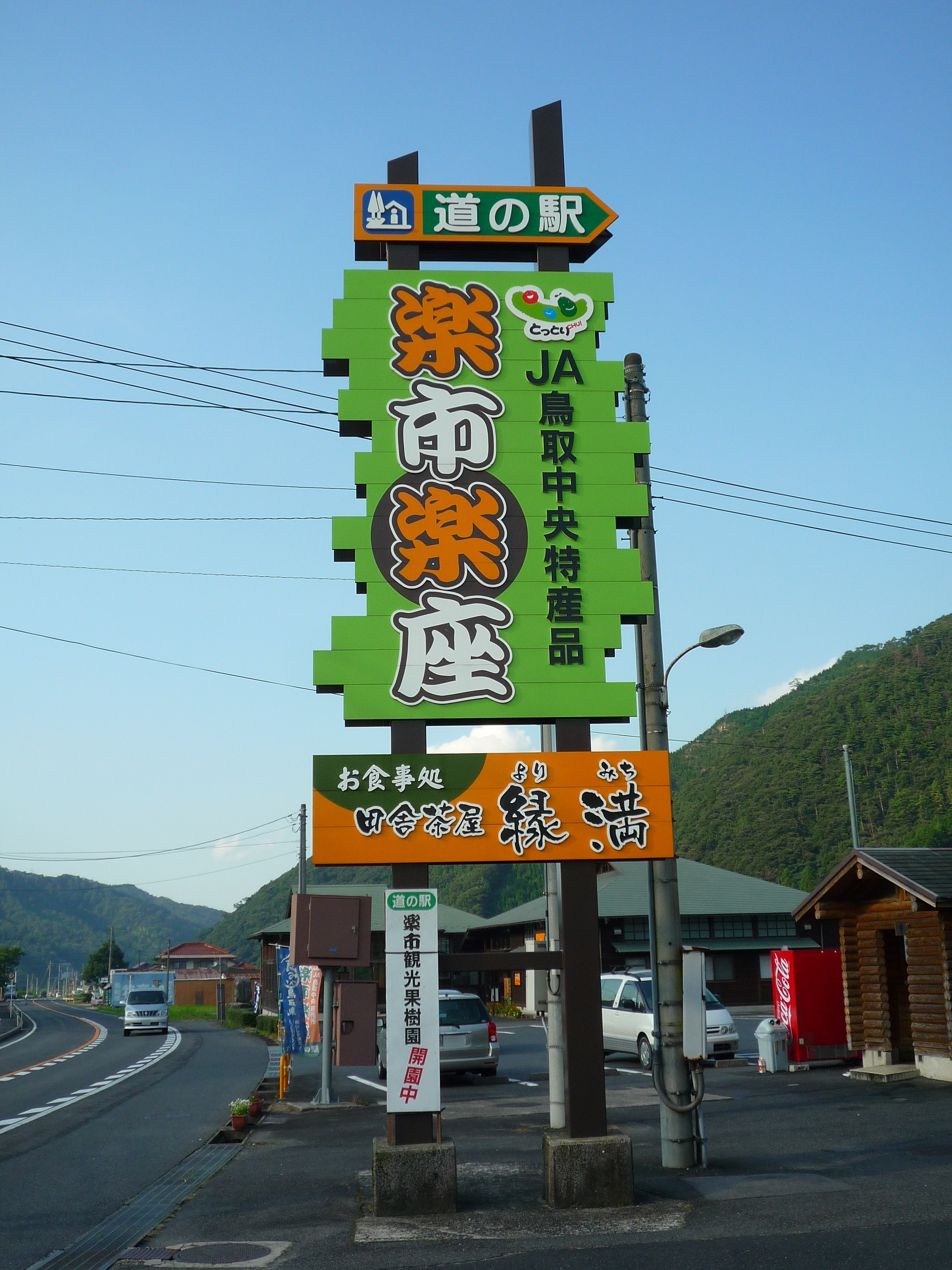
看板

道の駅三朝・楽市楽座（みちのえき みささ・らくいちらくざ）は、鳥取県東伯郡三朝町大柿にある国道179号の道の駅である。
2023年10月1日現在、自動販売機、トイレ、公衆電話、駐車場のみ開放されており、売店等は休止している。

## 施設

### 現存施設（2023年10月6日現在）
- 駐車場：38台
  - 普通車：35台
  - 大型車：3台
  - 身障者用：2台
- トイレ
  - 男：大 2器・小 6器
  - 女：6器
  - 身障者用：1器
- 公衆電話：1台
- 自動販売機

### かつての施設
- 売店（2023年9月30日をもって閉鎖）[1][2]
- 休憩所
- 特産物加工工場
- 体験農園
- 体験工房
- 情報コーナー

## 交通アクセス
- 国道179号 - 登録路線
- 日ノ丸バス 恩地バス停